# Konso jezik
Komso jezik (af kareti, afa karatti, conso, gato, karate, kareti, konso; ISO 639-3: kxc), jedan od dva afrazijska jezika koji uz jezik dirasha [gdl] čini istočnokušitsku podskupinu konso-gidole. Njime govori 195 000 ljudi (2005), južno od jezera Chamo i na rijeci sagan, te nešto migranata u Keniji.
Ima četiri dijalekta: kholme, duuro, fasha i karatti. Leksički mu je najslićniji dirasha ili gidole, 51%. Etničkih Konsa ima preko 220 000.

## Vanjske poveznice
- Ethnologue (14th)
- Ethnologue (15th)